# 日本大学江古田高等学校
日本大学江古田高等学校（にほんだいがくえこたこうとうがっこう）は、かつて東京都練馬区旭丘2丁目にあった。日本大学付属の夜間定時制の私立高等学校。

## 沿革
- 1950年（昭和25年）2月 - 日本大学芸術学部校舎内に定時制高等学校として創設。4月から学生募集開始。
- 1970年（昭和45年）4月 - 休校
- 1976年（昭和51年）2月 - 廃止